# A háború három éve
A háború három éve az 1899-1902 között dúló második búr háború idején harcoló Christiaan de Wet emlékiratai, aki a háború során az oranjei búr katonák egyik legfőbb vezetője volt, s többször sikeres támadásokat intézett a túlerőben lévő brit csapatok ellen. A könyvben a tábornok részletesen és teljesen reálisan írja le a háború eseményeit, a szörnyű körülményeket, a britek néha igen kegyetlen bánásmódját, továbbá részletesen leírja az általa alkalmazott gerilla-taktikákat.
A könyv az idők során több kiadást is megélt, többek közt az afrikaans mellett angol, német és orosz nyelven is megjelent. Magyarországon hivatalosan sosem adták ki.

## Keletkezése
Rudolf de Wet a második búr háborút kitörését követően fiaival mint egyszerű önkéntes állt be az újabb britek elleni harcba, majd a Heilbron körzet kommandóinak vezetője lett, és maguk az emberi emelték de Wetet „tábornoki” rangra. Hamarosan Martinus Theunis Steyn, az Oranje Szabadállam elnöke kinevezte őt az oranjei búr erők parancsnokává. A háború kezdetén sikereket elérő búrok azonban súlyos vereségeket szenvedtek a kontinensen partraszálló brit csapatoktól, és 1901-re a túlerő miatt a nyílt összecsapások helyett gerillaakciókat vezettek a britek állomáshelyei és utánpótlási-vonalai ellen. Az egyik ilyen akció volt a sanna's posti csata is, amikor a de Wet vezette búrok rajtaütöttek egy nagyobb létszámú brit egységen, aminek az eredményeképpen közel ötszáz foglyot ejtettek és rengeteg ellátmányt zsákmányoltak. A britek a búrok akcióira válaszul az otthonaikban maradt búr civileket koncentrációs táborokba zárták, ahol többen közülük belehaltak a siralmas körülményekbe. Az élelem és lőszerhiánnyal küzdő búr csapatok végül kénytelenek voltak békét kötni az angolokkal. Az 1902-ben megkötött vereenigingi békeszerződés aláírásánál maga Christiaan de Wet is jelen volt.
A béke megkötése után de Wet Koos de la Rey és Louis Botha tábornokkal együtt hajón az Egyesült Királyságba utazott és a királyi udvarral igyekeztek további tárgyalásokat folytatni. Ebben az időben vetette papírja de Wet a háborúban általa átélt eseményeket, melyek lejegyzésénél segédkezett a tábornok írnoka és későbbi első életrajzírója, Dr. John Daniel Kestell. Ő volt az is, aki a holland nyelvű kiadással egy időben segédkezett a mű angol és német nyelvre való lefordításában.

## Tartalma
A könyv harminchat fejezetet, háborús iratokat, kordokumentumokat és térképeket tartalmaz. A szerző néhány fejezet kivételével időrendben meséli el a háború eseményeit, az általa látott borzalmakat és a csapatai által átélt a szörnyű körülményeket. Ezek mellett részletesen leírta gerilla taktikáit, s néhány fejezetben külön kitér egyes témákra, személyekre.

## Kiadásai
A könyvet több nyelven is kiadták. Az egyik első kiadása holland nyelvű volt, s közvetlenül 1902-ben adta ki az Höveker & Wormser, 1902-ben. Ugyanebben az évben jelent meg a könyv első német és angol nyelvű kiadásai is, melyek fordításában Dr. John Daniel Kestell is segédkezett. Az angol nyelvű változatot az amerikai Charles Scribner's Sons kiadó adta ki.
A könyv orosz változata a német és az angol nyelvű kiadásokhoz hasonlóan 1902 folyamán született meg. A fordító Jekatyerina Polovceva volt, akinek a munkáját és a nem tiszta holland kifejezések pontos lefordítását a szentpétervári holland misszió vezetője, Gillot lelkipásztor segítette. Ez számít a legnagyobb terjedelmű kiadásnak. A teljes írásos anyag mellett szerepel a fordító és Gillot előszava, továbbá a holland változatban is szereplő dokumentumok és térképek további képekkel kiegészítve. Az orosz nyelvű kiadásból származó tiszta bevétel felét a kiadó a búroknak adományozta, és magának De Wetnek adták át.
A könyvet magyar nyelven sohasem adták ki hivatalosan.
- (hollandul) De strijd tusschen Boer en Brit, Amszterdam: Höveker & Wormser. 1902
- (angolul) Three year's war, New York: Charles Scribner's Sons. 1902
- (németül) Der Kampf zwischen Bur und Brite, Lipcse: Carl Siwinna. 1902
- (oroszul)  Воспоминания бурского генерала Хр. Девета, Szentpétervár: A. F. Marx. 1903
- (angolul) Three year's war, London:  Constable & Co Ltd. 1902
- (angolul) Three year's war, Alberton: Galago Publishers. 1986
- (angolul) Three year's war, Nabu Press. 2010
- (angolul) Three year's war, Nabu Press. 2013